# Takrolimus
Takrolimus (anglicky tacrolimus, též FK-506 či fujimycin, obchodní názvy Prograf, Advagraf, Protopic) je imunosupresivní látka ze skupiny makrolidů používaná především při transplantaci orgánů k omezení imunitní reakce, jež by způsobila odhojení orgánu. V krému pod názvem Protopic se používá k lokálnímu tlumení imunitních reakcí a léčbě kožních chorob autoimunitního původu jako je například atopický ekzém (krátkodobá aplikace) nebo vitiligo (dlouhodobá aplikace).

## Historie
Takrolimus byl objeven v roce 1987; patří mezi první objevená makrolidová imunosupresiva. Předchází mu jen objev rapamycinu na ostrově Rapa Nui (Velikonoční ostrov) v roce 1975. Je produkován půdní bakterií Streptomyces tsukubaensis. Název tacrolimus je odvozen ze spojení slov: 'Tsukuba Macrolide Immunosuppresive'.

## Mechanismus účinku
Funguje jako účinný inhibitor kalcineurinu. Za normálních okolností jsou T-lymfocyty aktivovány signalizací z T-buněčného receptoru (TCR), načež dochází ke zvýšení vnitrobuněčné hladiny vápenatých iontů, aktivaci kalmodulinu a tím kalcineurinu. Kalcineurin následně defosforyluje transkripční faktor aktivovaných T-lymfocytů,
NF-AT, který vstupuje do jádra a aktivuje transkripci genů pro IL-2 a další cytokiny. Takrolimus tuto dráhu účinně blokuje tím, že inhibuje kalcineurin a tím brání defosforylaci NF-AT.